# El Tejocote (västra Maravatío kommun)
El Tejocote är en ort i Mexiko.   Den ligger i kommunen Maravatío och delstaten Michoacán de Ocampo, i den södra delen av landet, 160 km väster om huvudstaden Mexico City. El Tejocote ligger 2 326 meter över havet och antalet invånare är 211.
Terrängen runt El Tejocote är kuperad. Runt El Tejocote är det ganska tätbefolkat, med 104 invånare per kvadratkilometer. Närmaste större samhälle är Maravatío, 11,3 km öster om El Tejocote. I omgivningarna runt El Tejocote växer huvudsakligen savannskog.